# Лысов, Виктор Михайлович
Виктор Михайлович Лысов (3 сентября 1948 — 25 сентября 2016, Москва, Российская Федерация) — советский и российский тренер по  по легкой атлетике, заслуженный тренер России.

## Биография
Как спортсмен начал заниматься легкой атлетикой в 1960 году, прыгал в высоту, с шестом и занимался деятиборьем.
В 1971 г. окончил ГЦОЛИФК.
С 1997 по 2001 г. являлся старшим тренером сборной России по резерву. Внес значительный вклад в подготовку сборной страны, победившей на Первых Всемирных юношеских играх в Москве в 1998 г. С 2000 по 2008 г. был главным тренером сборной Москвы, начальник отдела легкой атлетики Москомспорта.
С 2008 г. работал главным специалистом отдела легкой атлетики Центра сборных команд Москвы Москомспорта.
Член Президиума РОО «Федерация легкой атлетики г. Москвы»
Похоронен на Покровском кладбище.

## Награды и звания
Заслуженный тренер России. Отличник физической культуры и спорта.